# Malvern East
Malvern East (engelska: East Malvern) är en del av en befolkad plats i Australien. Den ligger i kommunen Stonnington och delstaten Victoria, nära delstatshuvudstaden Melbourne. Antalet invånare är 19 593.
Runt Malvern East är det mycket tätbefolkat, med 2 103 invånare per kvadratkilometer.. Närmaste större samhälle är Melbourne, nära Malvern East. 
Runt Malvern East är det i huvudsak tätbebyggt. Genomsnittlig årsnederbörd är 1 244 millimeter. Den regnigaste månaden är juli, med i genomsnitt 140 mm nederbörd, och den torraste är januari, med 49 mm nederbörd.